# Premio Marcelo Gangoiti
El Premio Marcelo Gangoiti  es un premio que concede anualmente a una  empresa que destaca por su labor empresarial y que se desarrolla en la Margen Izquierda de la zona del Nervión y Zona Minera de Vizcaya.
El premio está coordinado por el centro de formación Somorrostro y cuenta con el apoyo de la SPRI, la Diputación Foral de Vizcaya y el CEBEK. Es uno de los galardones empresariales más importantes que se conceden anualmente en el País Vasco.
Este es el reconocimiento que persigue el premio:

Aunque es sólo una la empresa galardonada, en el ánimo de los organizadores está que en el Premio se sientan reconocidas todas aquellas personas que apuestan por generar riqueza en nuestro territorio, bien a través de inversiones, creación de empleo, apostando por la innovación o cuidando el medio ambiente.

## Marcelo Gangoiti
El premio se denomina Marcelo Gangoiti en honor a Don Marcelo, natural de Munguia, persona preocupada por el desarrollo social de los habitantes de la Margen Izquierda y Zona Minera. Fundador del Centro de Formación Somorrostro.

## Histórico
Estas son las empresas premiadas:
- 1996: Mebunik
- 1997: Imprenta Samper
- 1998: Gosan S.A.
- 1999: Onduline
- 2000: Lehoiko Bihotz
- 2001: ICT-ICM
- 2002: Precicast Bilbao
- 2003: Troquevi
- 2004: Dic Coatings
- 2005: Autonervión
- 2006: Inkoa
- 2007: Astilleros Zamakona
- 2008: Grupo Miesa
- 2009: Industrias Imar
- 2010: JOTA+GE
- 2011: Petronor
- 2012: Tecuni
- 2013: Tamoin
- 2014: Navacel
- 2015: Bombardier
- 2016: Metso Santa Ana de Bolueta Grinding Media
- 2017: Prosertek
- 2018: Lancor
- 2019: Emica Bombas
- 2020: No se celebró la edición por la COVID-19
- 2021: Versia
- 2022: Antec
- 2023: Teknia Bilbao XXI
- 2024: Lointek

## Ver más
- Premios Joxe Mari Korta